# Boggsjö
Boggsjö är en by i östra delen av Sundsjö distrikt (Sundsjö socken) i norra delen av Bräcke kommun i Jämtlands län.
Boggsjö ligger cirka 50 kilometer öster om Östersund. Byn är belägen invid Boggsjön (334 m ö.h.).